# Episodi di Murphy Brown (quarta stagione)
La quarta stagione della serie televisiva Murphy Brown è stata trasmessa in anteprima negli Stati Uniti d'America dalla CBS tra il 16 settembre 1991 e il 18 maggio 1992.
| nº | Titolo originale                       | Titolo italiano | Prima TV USA      | Prima TV Italia |
| -- | -------------------------------------- | --------------- | ----------------- | --------------- |
| 1  | Uh-Oh (Part 2)                         |                 | 16 settembre 1991 |                 |
| 2  | Uh-Oh (Part 3)                         |                 | 16 settembre 1991 |                 |
| 3  | I'm as Much of a Man as I Ever Was     |                 | 23 settembre 1991 |                 |
| 4  | Male Call                              |                 | 30 settembre 1991 |                 |
| 5  | The Square Triangle                    |                 | 7 ottobre 1991    |                 |
| 6  | Full Circle                            |                 | 14 ottobre 1991   |                 |
| 7  | The Smiths Go to Washington            |                 | 28 ottobre 1991   |                 |
| 8  | It Came from College                   |                 | 4 novembre 1991   |                 |
| 9  | The Queen of Soul                      |                 | 11 novembre 1991  |                 |
| 10 | Inside Murphy Brown                    |                 | 18 novembre 1991  |                 |
| 11 | Mission Control                        |                 | 25 novembre 1991  |                 |
| 12 | Be It Ever So Humboldt                 |                 | 9 dicembre 1991   |                 |
| 13 | Love Is Blonde                         |                 | 16 dicembre 1991  |                 |
| 14 | Anchor Rancor                          |                 | 6 gennaio 1992    |                 |
| 15 | Guess Who's Coming to Luncheon         |                 | 13 gennaio 1992   |                 |
| 16 | Lovesick                               |                 | 20 gennaio 1992   |                 |
| 17 | Heartfelt                              |                 | 3 febbraio 1992   |                 |
| 18 | Send in the Clowns                     |                 | 24 febbraio 1992  |                 |
| 19 | Murphy Buys the Farm                   |                 | 2 marzo 1992      |                 |
| 20 | Come Out, Come Out, Wherever You Are   |                 | 4 marzo 1992      |                 |
| 21 | Rage Before Beauty                     |                 | 16 marzo 1992     |                 |
| 22 | Phil's Not So Silent Partner           |                 | 23 marzo 1992     |                 |
| 23 | He-Ho, He-Ho, It's Off to Lamaze We Go |                 | 27 aprile 1992    |                 |
| 24 | On the Rocks                           |                 | 4 maggio 1992     |                 |
| 25 | A Chance of Showers                    |                 | 11 maggio 1992    |                 |
| 26 | Birth 101                              |                 | 18 maggio 1992    |                 |